# Sinagoga Ohel Jakob

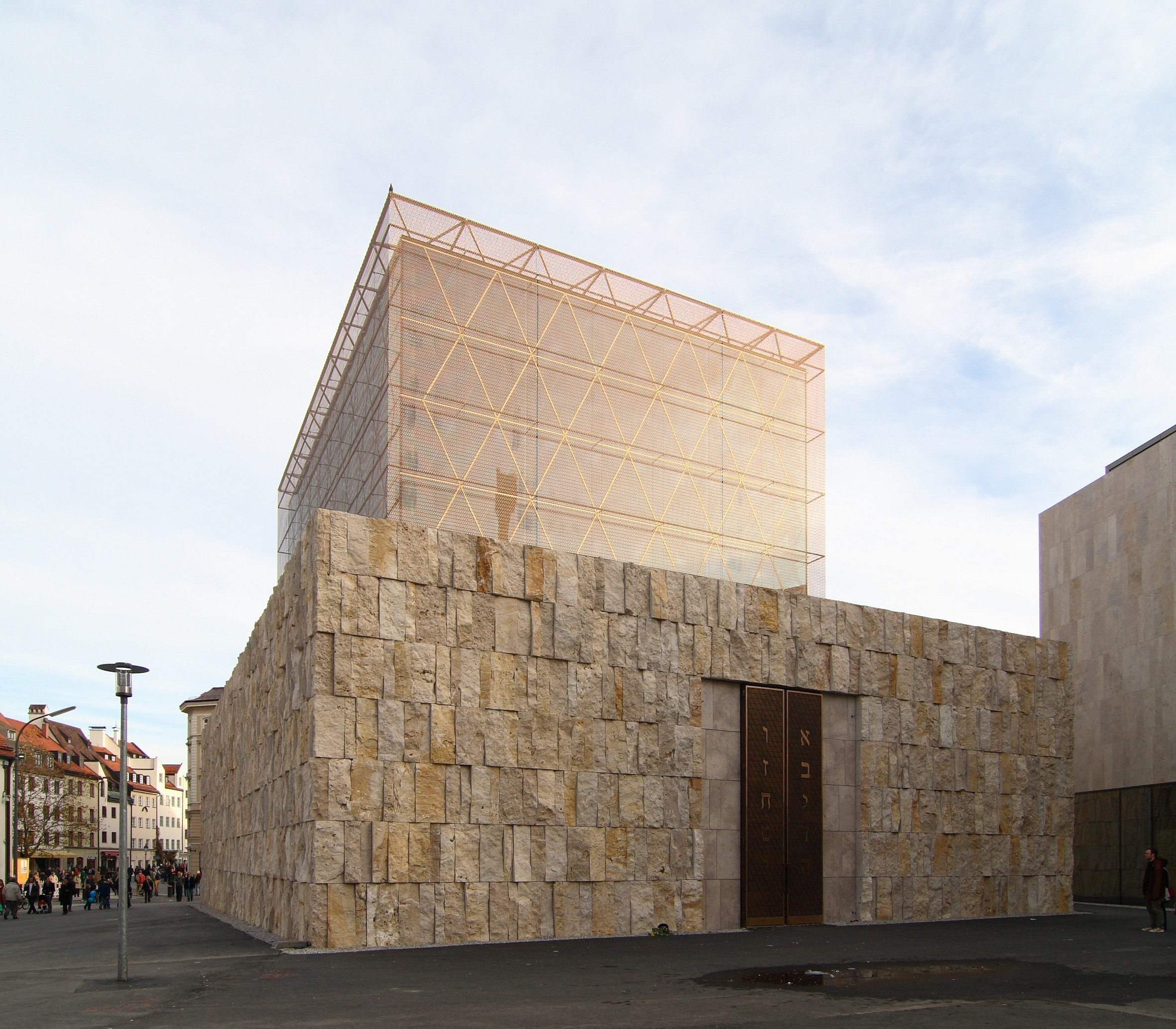
Esterno della sinagoga

La sinagoga Ohel Jakob è la sinagoga principale di Monaco di Baviera. Il nome, che significa "la tenda di Giacobbe" (Ohel in ebraico significa tenda אהל יעקב) è quello che già aveva la sinagoga ortodossa di Monaco prima che venisse distrutta dai nazisti.

## Storia
Fu inaugurata il 9 novembre 2006, data scelta per rinforzare l'idea del ritorno della vita ebraica nel centro storico di Monaco, dopo che il 9 novembre del 1938 Hitler, proprio da Monaco di Baviera, diede l'ordine di distruggere tutte le sinagoghe in Germania ("la notte dei cristalli"). La sinagoga si trova sulla piazza Sankt Jakob, assieme al museo ebraico, nella zona in cui si trova anche il centro della comunità israelitica di Monaco con scuola, asilo, ristorante Kosher, centro convegni ecc.
Gli architetti che hanno realizzato il progetto sono stati Rena Wandel Hoefer e Wolgang Lorch di Saarbrücken che in passato avevano già costruito la sinagoga di Dresda. La sinagoga dispone di 585 posti a sedere. La struttura esterna ricorda il muro del pianto a Gerusalemme, è alta 28 metri e coperta da una cupola in vetro a forma di cubo sorretta da una rete di metallo che forma innumerevoli stelle di David.
La cupola simbolicamente vuole rappresentare una tenda che ricorda la traversata, durata quarant'anni, del popolo ebraico attraverso il deserto del Sinai. Le due porte monumentali d'ingresso, realizzate a Budapest, riportano dieci lettere in ebraico che stanno ad indicare i Dieci comandamenti. All'interno i banchi degli uomini sono orientati verso oriente dove in una nicchia in fondo si trovano i rotoli della Tōrāh. Le donne stanno sui banchi rialzati ai lati simbolicamente nascosti dietro della grate di tessuto. Il pulto, la Bima si trova, seguendo la tradizione Aschenazita, nel centro dello spazio.

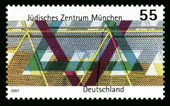
Francobollo uscito in occasione della inaugurazione della sinagoga Ohel Jakob a Monaco

Nel passaggio sotterraneo lungo 30 metri che congiunge la sinagoga al centro della comunità ebraica adiacente si trova un'opera d´arte di Georg Soanca-Pollak intitolata il "Passaggio della memoria": su un vetro opaco vi sono i nomi dei 4.500 ebrei monacensi uccisi dal Terzo Reich. Al piano di sotto si trovano una sinagoga diurna ed il bagno rituale (la mikveh). Durante la notte il faro della cupola illumina tutta la piazza.
La comunità ebraica di Monaco conta circa 10.000 persone ed è la seconda per grandezza in Germania dopo quella di Berlino. La continua crescita delle comunità ebraiche tedesche è dovuta al fatto che dagli anni novanta il governo tedesco invita annualmente un numero consistente di ebrei della ex Unione Sovietica a venire a stabilirsi in Germania : ciò ha fortemente aumentato la dimensione delle comunità soprattutto nelle grandi città, considerando il fatto che nel dopo guerra, a causa della tragedia della Shoah, la maggior parte delle comunità israelitiche erano estinte o ridotte ad un numero di membri piccolissimo.

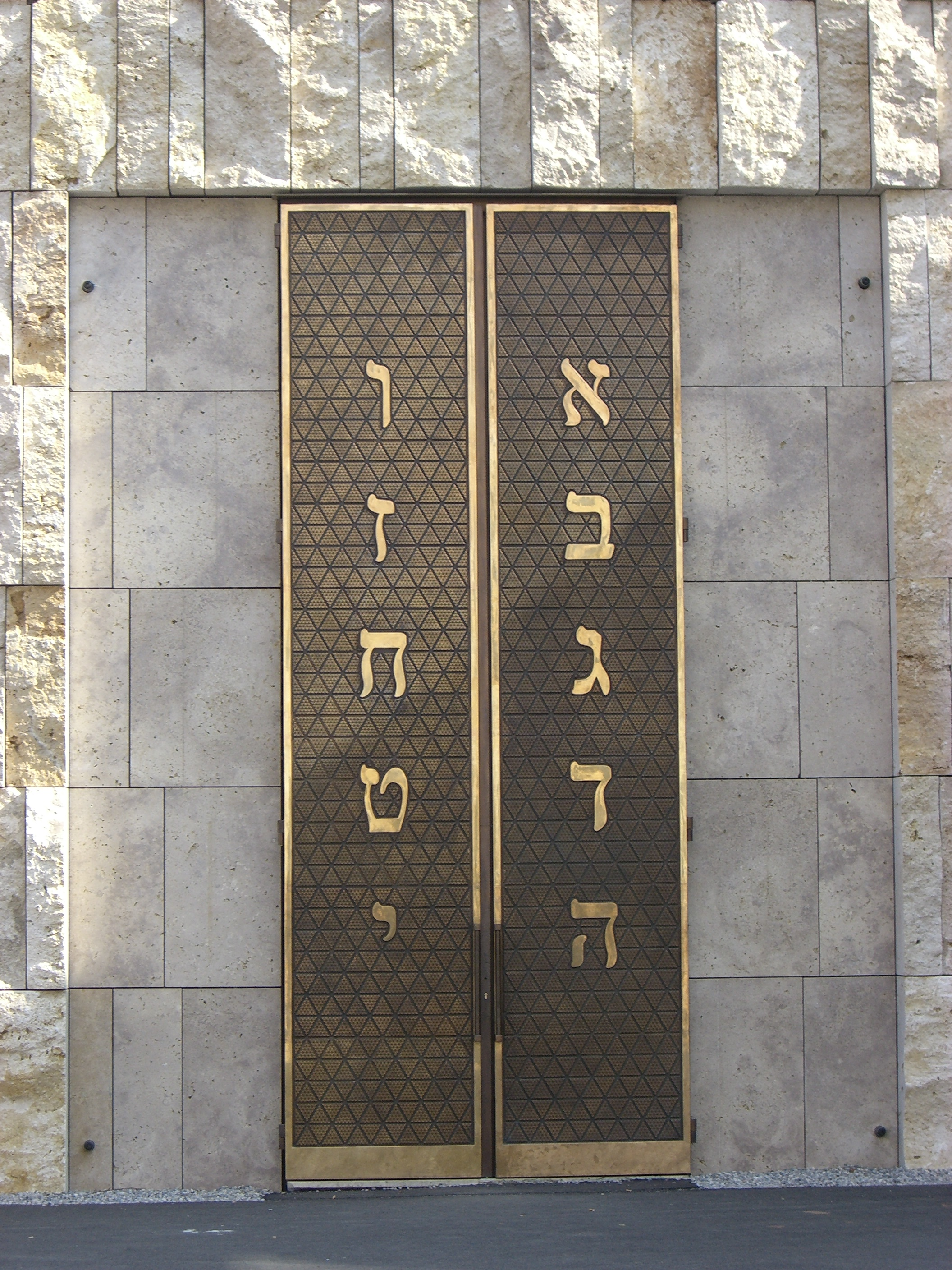
Ingresso con portale monumentale
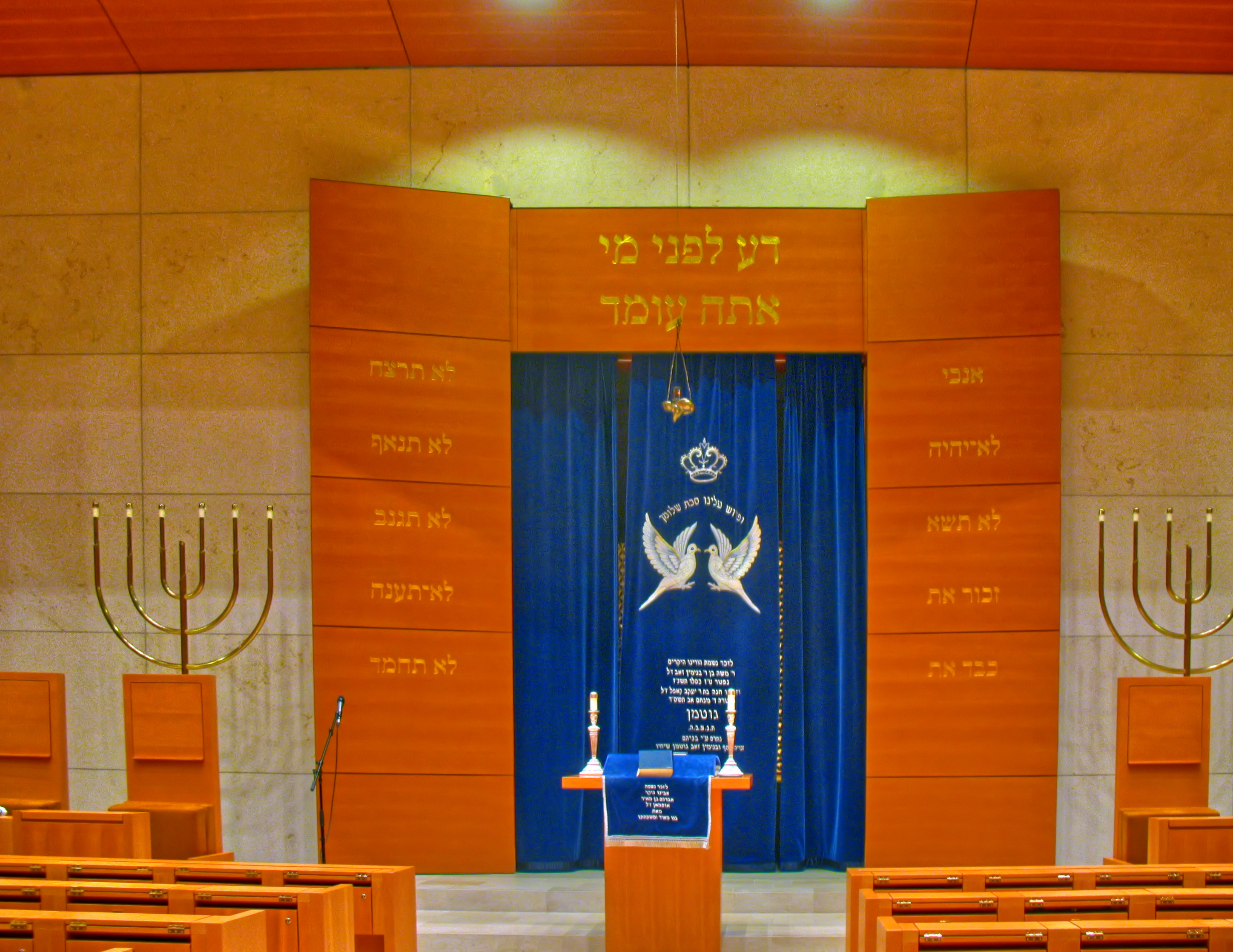
Interno
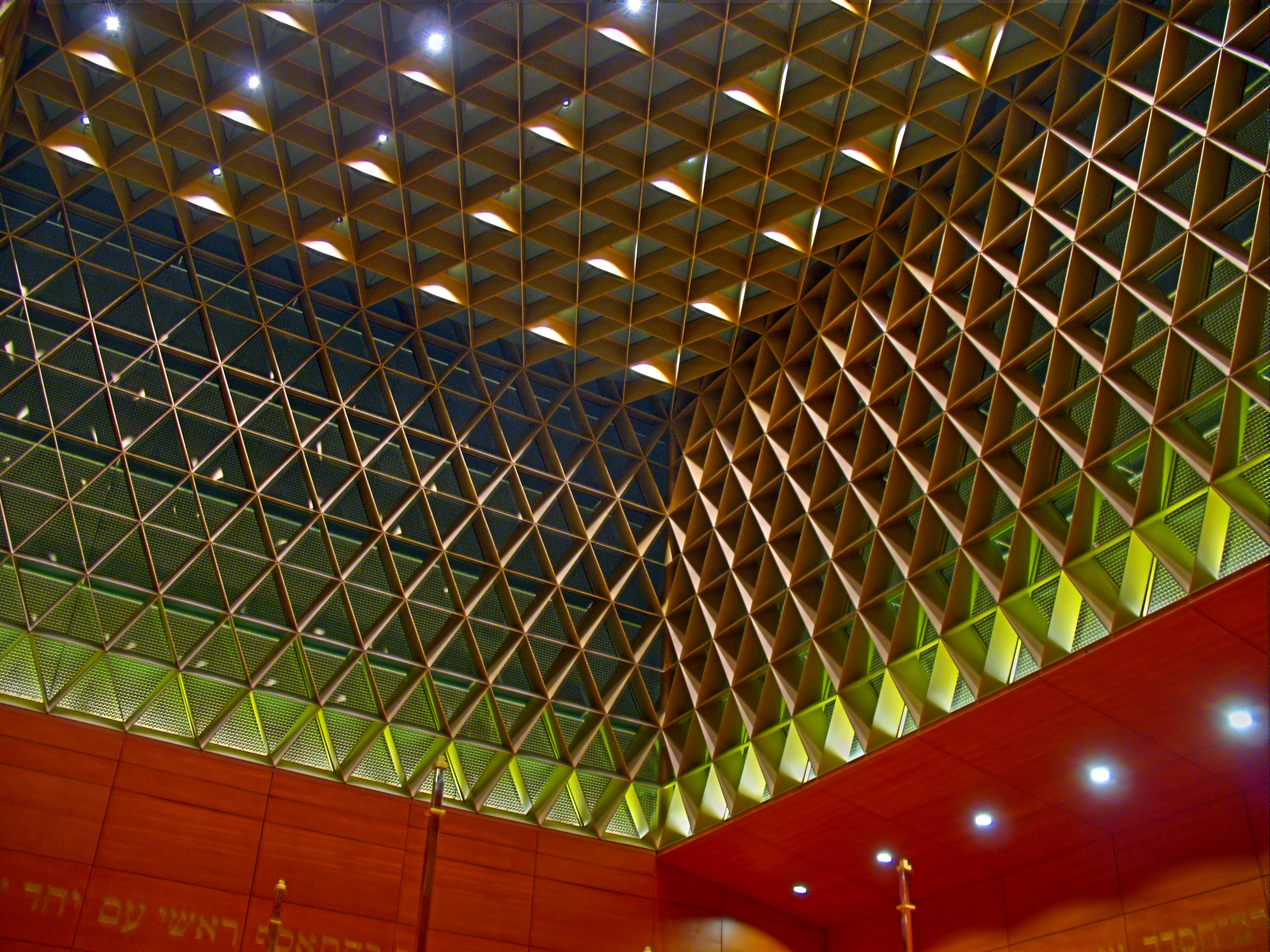
Cupola a cubo con stelle di David
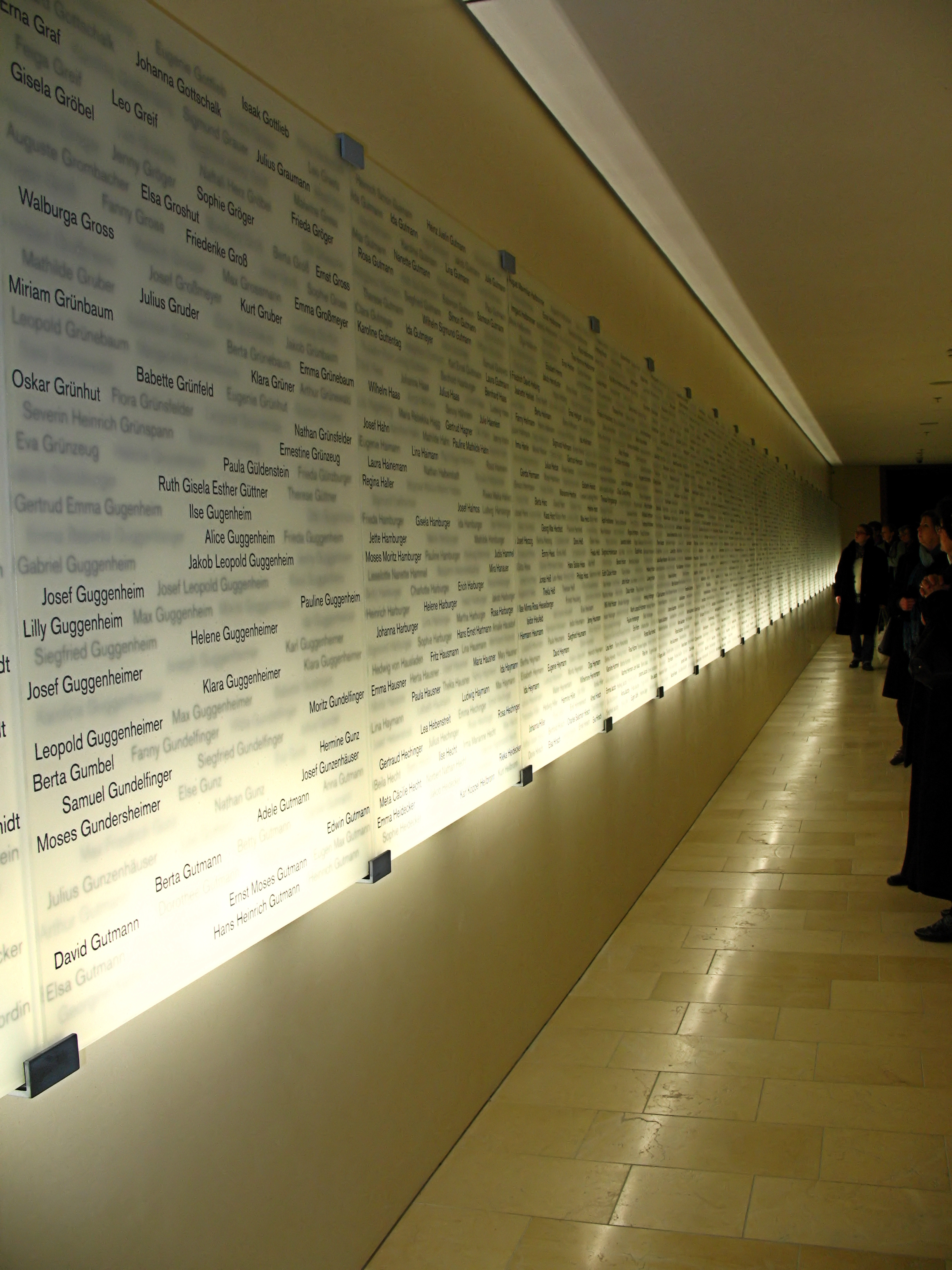
Passaggio sotterraneo della memoria